# Gnypeta caerulea
Gnypeta caerulea är en skalbaggsart som först beskrevs av C. Sahlberg 1831.  Gnypeta caerulea ingår i släktet Gnypeta och familjen kortvingar. Arten är reproducerande i Sverige. Inga underarter finns listade i Catalogue of Life.